# 초현실 유머
초현실 유머(초현실 코미디, 부조리 유머, 부조리 코미디로도 부름)는 인과 추론을 고의적으로 위반하여 명백히 비논리적인 사건과 행동을 만들어내는 해학의 한 형태이다. 초현실 유머 묘사에는 기괴한 병치, 부조화, 그릇된 결론, 불합리하거나 부조리한 상황, 넌센스 표현이 포함되는 경향이 있다.
초현실 유머는 20세기 프랑스와 벨기에 예술가들이 발전한 문화 운동인 초현실주의에서 발전했다. 초현실주의는 불안하고 비논리적인 장면을 묘사하면서 무의식이 스스로 표현될 수 있도록 하는 기술을 개발했다. 이 운동 자체는 19세기 영국 작가들, 특히 루이스 캐럴과 에드워드 리어에 의해 전조되었다. 초현실 코미디의 유머는 상황의 우스꽝스러움과 가능성을 강조하면서 청중의 기대를 전복시키는 것에서 발생하므로, 즐거움은 상황에 대한 논리적 분석과 별개인 예측 불가능성에 기반을 두고 있다.
초현실 유머는 기대치를 높이고 이를 무너뜨리는 것과 관련이 있다. 완벽한 등장인물조차도 예상치 못한 일로 전복되어 시청자의 즐거움을 강조하는 장면이다. 장면의 "광대" 또는 "상식인" 등장인물은 둔한 놀라움, 경멸, 지루함 또는 무관심한 관심으로 반응하여 코믹한 긴장감을 고조시킬 수 있다. 등장인물의 의도는 관객이 일상에서 접할 수 있는 것과는 전혀 다른 일련의 장면에서 설정된다. 독특한 사회적 상황, 표현된 생각, 행동, 희극적 대사는 사건이 어떻게 발생하거나 전개되었는지에 대한 웃음, 감정 또는 놀라움을 불러일으키는 데 쓰이며, 때로는 예기치 않게 소개된 다른 등장인물에게 유리한 방식으로 쓰인다.

## 같이 보기
- 부조리극

### 인용
1. 1 2  Stockwell, Peter (November 2016). 《The Language of Surrealism》. Macmillan Education UK. 177쪽. ISBN 9781137392190.[깨진 링크(과거 내용 찾기)]

### 인용작
- Oring, Elliott (2003). 《Engaging Humor》. University of Illinois Press.